# 拉沙佩勒泰梅尔
拉沙佩勒泰梅尔（法語：La Chapelle-Thémer，法語發音：[la ʃapɛl temɛʁ]）是法国卢瓦尔河地区大区旺代省的一个市镇，位于该省中部偏东南，属于丰特奈勒孔特区。

## 地理
拉沙佩勒泰梅尔（46°33'30"N, 0°57'21"W）面积15.1 平方千米，位于法国卢瓦尔河地区大区旺代省，该省份为法国西部沿海省份，北起大西洋卢瓦尔省和曼恩-卢瓦尔省，西临大西洋，南至滨海夏朗德省，东部及东南部与德塞夫勒省接壤。
与拉沙佩勒泰梅尔接壤的市镇（或旧市镇、城区）包括：圣瑞尔-尚日隆、圣洛朗德拉萨勒、圣马丹拉尔-昂圣埃米娜、圣瓦莱里安、蒂雷。
拉沙佩勒泰梅尔的时区为UTC+01:00、UTC+02:00（夏令时）。

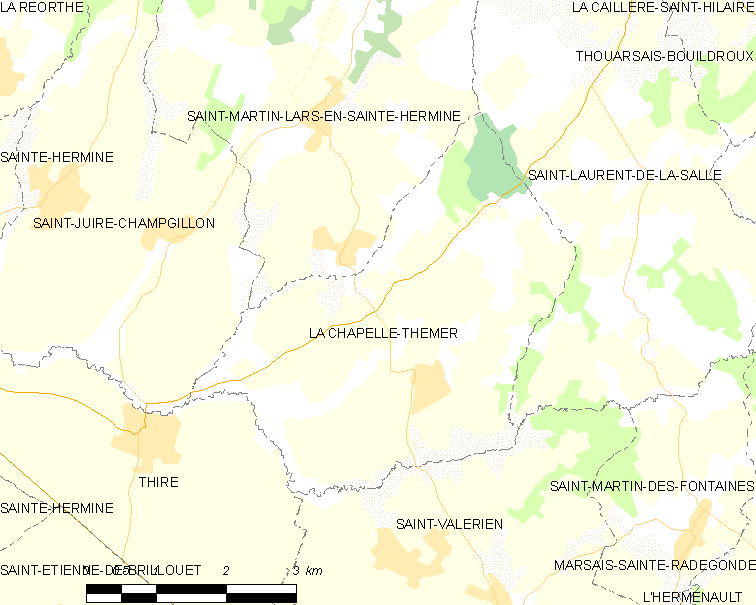
拉沙佩勒泰梅尔的OSM定位图

## 行政
拉沙佩勒泰梅尔的邮政编码为85210，INSEE市镇编码为85056。

## 政治
拉沙佩勒泰梅尔所属的省级选区为拉沙泰涅赖县。

## 人口

1962-2008年间拉沙佩勒泰梅尔人口变化图示

拉沙佩勒泰梅尔于2022年1月1日时的人口数量为394人。